# マルクチヒメジ
マルクチヒメジ（学名:Parupeneus cyclostomus）は、ヒメジ科に属する海水魚である。インド洋・太平洋の熱帯・亜熱帯域に生息し、岩礁やサンゴ礁などでみられる。最大で全長50cmに達した記録があるが、ふつうみられるのは全長30cmほどの個体である。体色は黄色や青色、紺色など極めて変化に富み、頭部は少し盛り上がっている。全身が黄色の個体はかつて「オウゴンヒメジ」と呼ばれることもあった。単独で、または群れを形成して行動し、感覚器をもつ長いヒゲを用いながら魚類や甲殻類等を捕食する。観賞魚として飼育されることがある。

## 分類・命名
顎口上綱硬骨魚綱条鰭亜綱新鰭区棘鰭上目スズキ系スズキ目スズキ亜目ヒメジ科ウミヒゴイ属に属する。現在有効とされている学名はParupeneus cyclostomusであるが、この他にも多くのシノニムが存在する。種小名のcyclostomus はギリシャ語で、「円い口の」という意味である。和名の「マルクチ」も漢字では「円口」で、おそらく獲物を捕食する時に口が円形になることに由来する。

## 形態

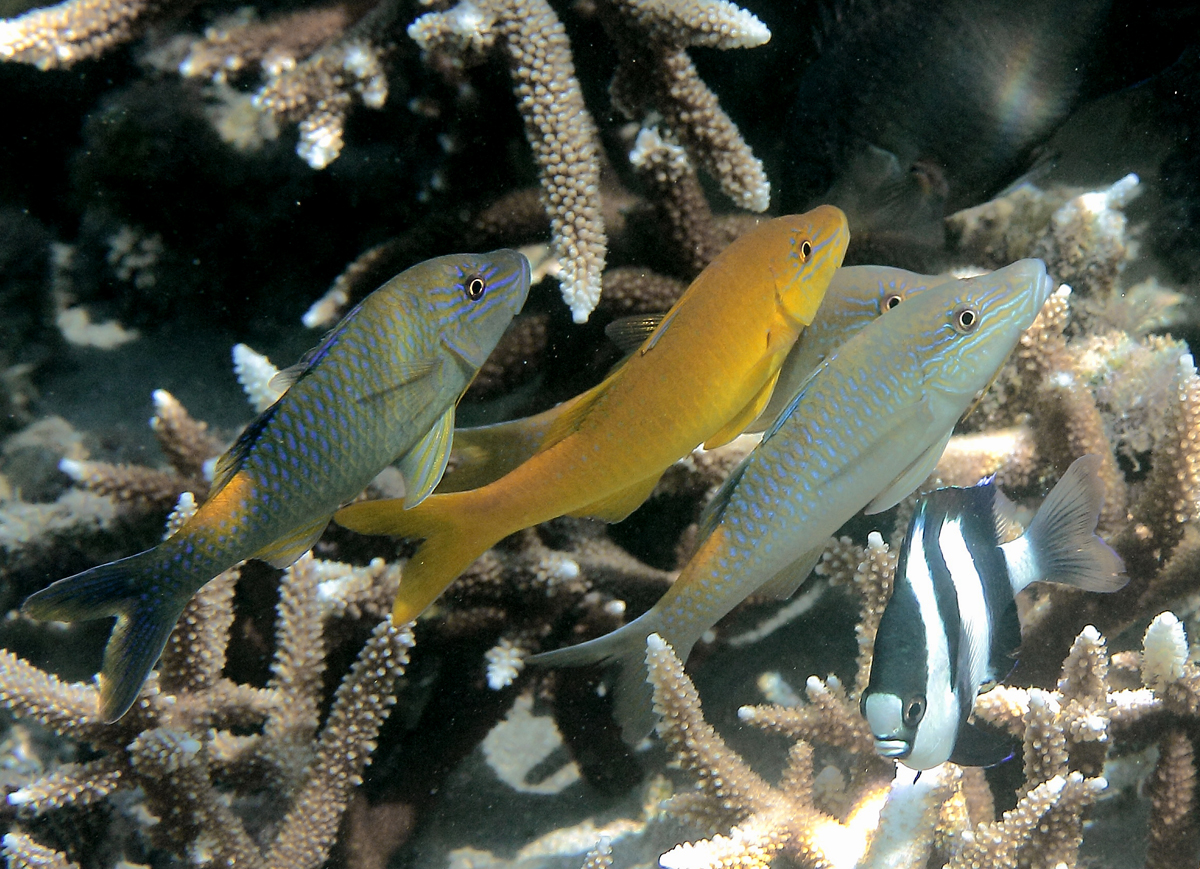
体色には変異が見られるが、背側後方の鞍状黄色斑点が特徴である。

最大で全長50cm、体重2.5kgに達した記録があるが、通常よくみられるのは全長30cmくらいの個体である。体は少し細長く、側偏する。吻長は頭部長の半分以上になる。背鰭は2つの部分に分かれており、第一背鰭には8本の棘条が、第二背鰭には1本の棘条とそれに続く8本の軟条が存在する。臀鰭には1本の棘条と7本の軟条が、胸鰭には16本前後の軟条が存在する。鰓耙数は29から33である。ヒメジ科の中では最も長いヒゲを顎に二本もっており、その長さは頭部の長さよりも長くなっている。
背鰭の後ろに、黄色の鞍状の斑がみられることが特徴的だが、これは成長につれ不明瞭になる。眼の近くには青色の縦線が数本入る。体色は極めて変化に富み、白色に近いものから、黄色、赤茶色、灰色、黒色、紺色、青色など様々な体色の個体がみられ、体色を自由に変化させられる可能性がある。全身が黄色の個体はかつて「オウゴンヒメジ」と呼ばれ別種とみなされたこともあった。幼魚は黄色か紺色をしたものがほとんどである。

## 分布
インド洋、太平洋に分布する。生息域の西部では南アフリカや紅海、インドに生息し、東部では北は日本、南はオーストラリア北部やニューカレドニア、ラパ島、東はハワイ、マルキーズ諸島、トゥアモトゥ諸島まで生息するほか、ミクロネシア全域に生息する。
日本においては伊豆半島以南の太平洋岸、八丈島、琉球列島、小笠原諸島でみられるが、本州でみられるのはほとんどが幼魚で、成魚が普通に見られるのは奄美大島以南とみられる。
水深2mから125mで記録があり、岩礁、サンゴ礁、砂底、ラグーン、海草藻場などさまざまな環境でみられる。

## 生態

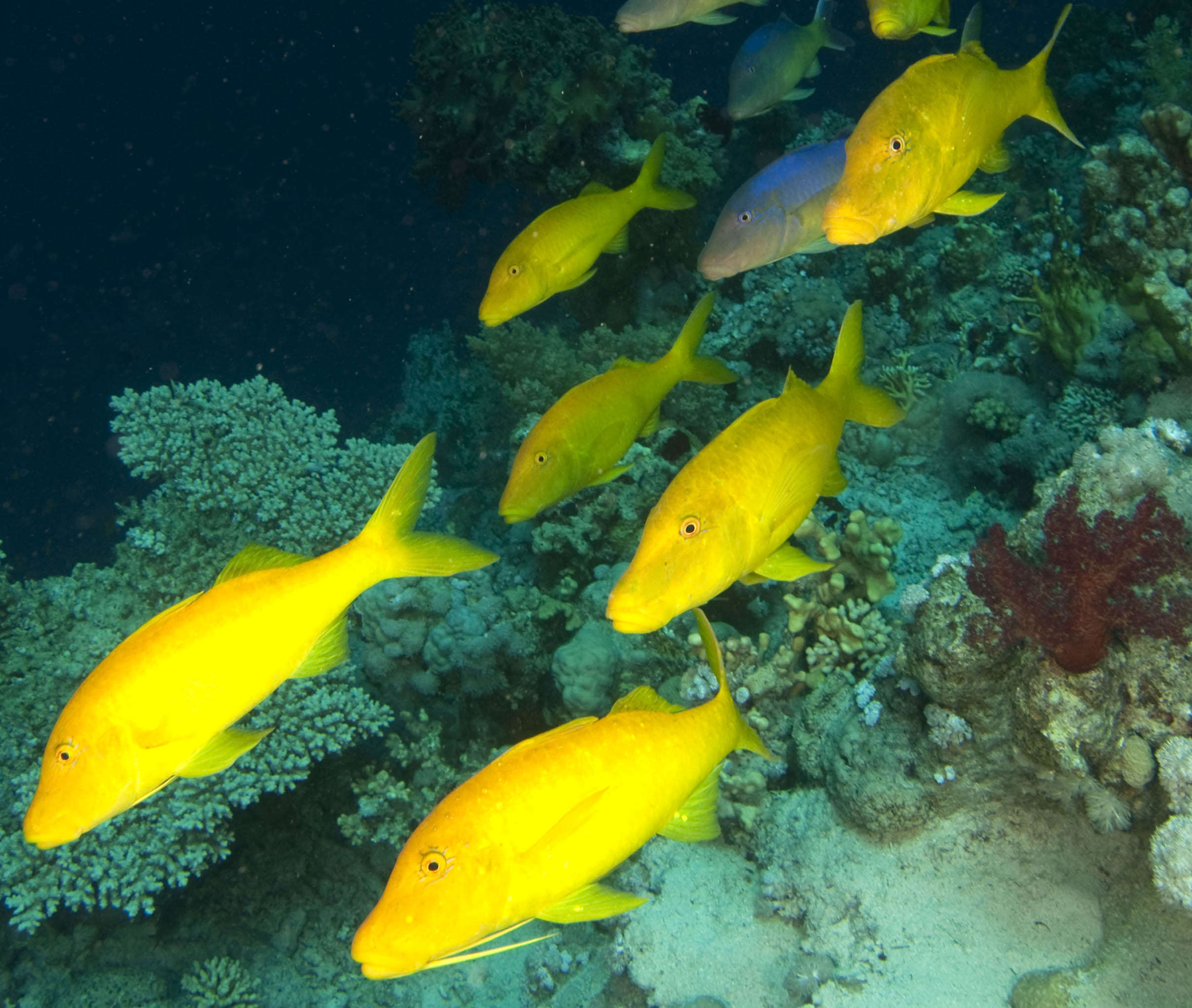
本種の群れ。体色の異なる個体も混じる。

肉食魚であり、魚類や甲殻類、頭足類などを捕食する。その中でも魚類が70％を占め、これは他のヒメジ科魚類とくらべても非常に高い割合である。
通常単独、または小型の群れで行動しているのがみられる。他のヒメジ科魚類やカスミアジ(Caranx melampygus)、コガネアジ(Carangoides bajad)をはじめとした他種と一緒に群れを作ることもある。エジプト、シナイ半島南の海で2000年に行われた研究では、単独で行動する個体は砂地で運動性の低い獲物を探し、群れで行動する個体はサンゴ礁で運動性の高い獲物を追う傾向のあることが分かった。この調査では、群れは同じようなサイズの個体で形成され、群れ内で特に血縁関係はみられなかった。また、狩りにおいて群れで一種の協力行動が行われていることが分かった。つまり、群れの中の一匹が獲物をみつけ加速すると、群れ内の他の個体はわきにそれて獲物の逃げ道をふさぐのだという。魚類で狩りにおける協力行動が報告されたのは、この本種についての研究が初めてであった。
ヒゲの先端には味蕾がついており、これを餌の探索に用いている。ヒゲはこのほかに、岩の裂け目や穴に差し込み中から獲物をかき出すのにも用いられる。こういった探索の際に出る餌の余りを狙って、しばしばベラ類などが本種について回ることがある。このとき本種も、ベラ類が素早い動きで得た餌の余りや、口や鰓から掃き出した砂の中にわずかに混じる餌を得ることができる。
性成熟時の体長についてデータはなく、繁殖についてはあまり分かっていない。

## 人間との関係
追い込み網によって捕獲されることがあり、食用とされる。観賞魚として飼育されることがある。

## ギャラリー

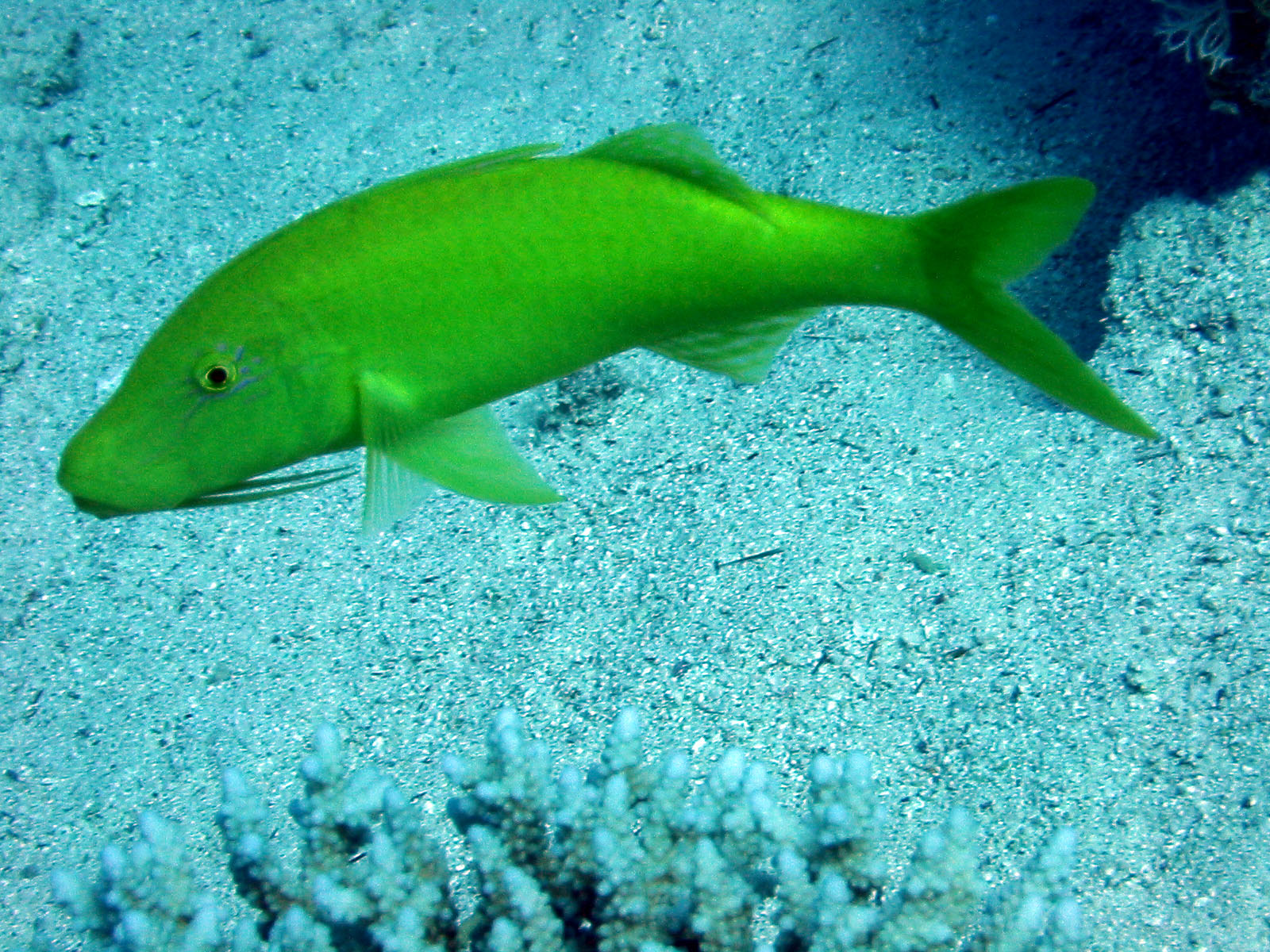
黄色の個体
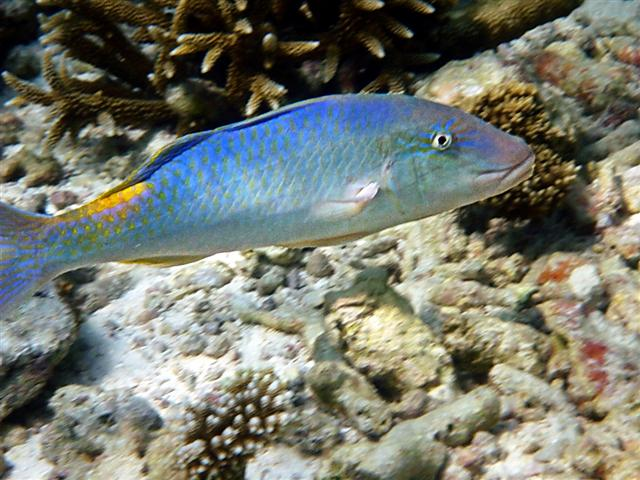
青色の強い個体
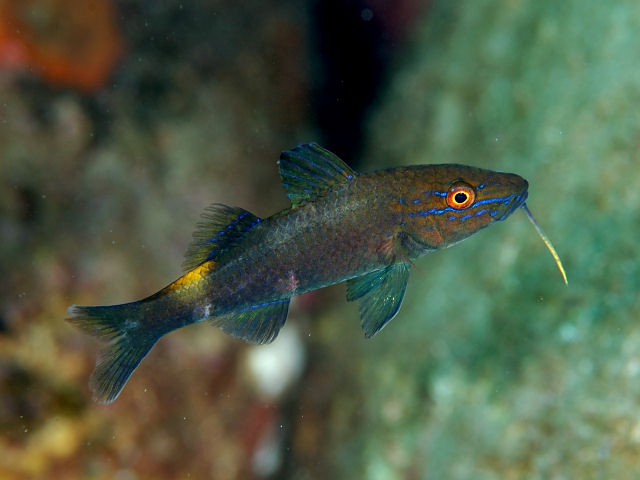
紺色の強い個体（幼魚）
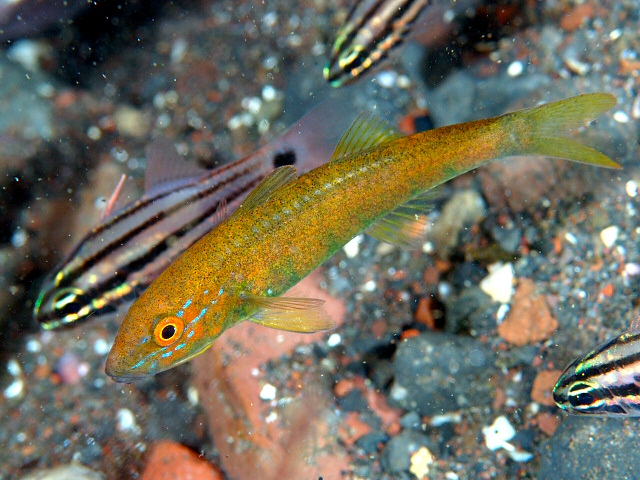
黄色の個体（幼魚）